# Muhammad Quli Qutb Shah
Muhammad Quli Qutab Shah là sultan thứ năm của nhà Qutb Shahi ở Golconda thuộc miền Bắc Ấn Độ. Ông khởi lập thành phố Hydebarad, Ấn Độ và xây dựng đài tưởng niệm Charminar. Ông là một quân vương tài năng và triều đại ông được xem là một trong những giai đoạn hưng thịnh nhất của nhà Qutb Shahi.
Ông lên ngôi năm 1580 ở độ tuổi 15 và trị vì suốt 31 năm, cho tới khi băng hà năm 1612.
Nhà vua còn là một học giả uyên thâm, nói giỏi tiếng Ả Rập và Ba Tư. Ông đã viết nhiều tập thơ bằng tiếng Ba Tư và Urdu.